# Fritz Fröhlich (Maler, 1910)

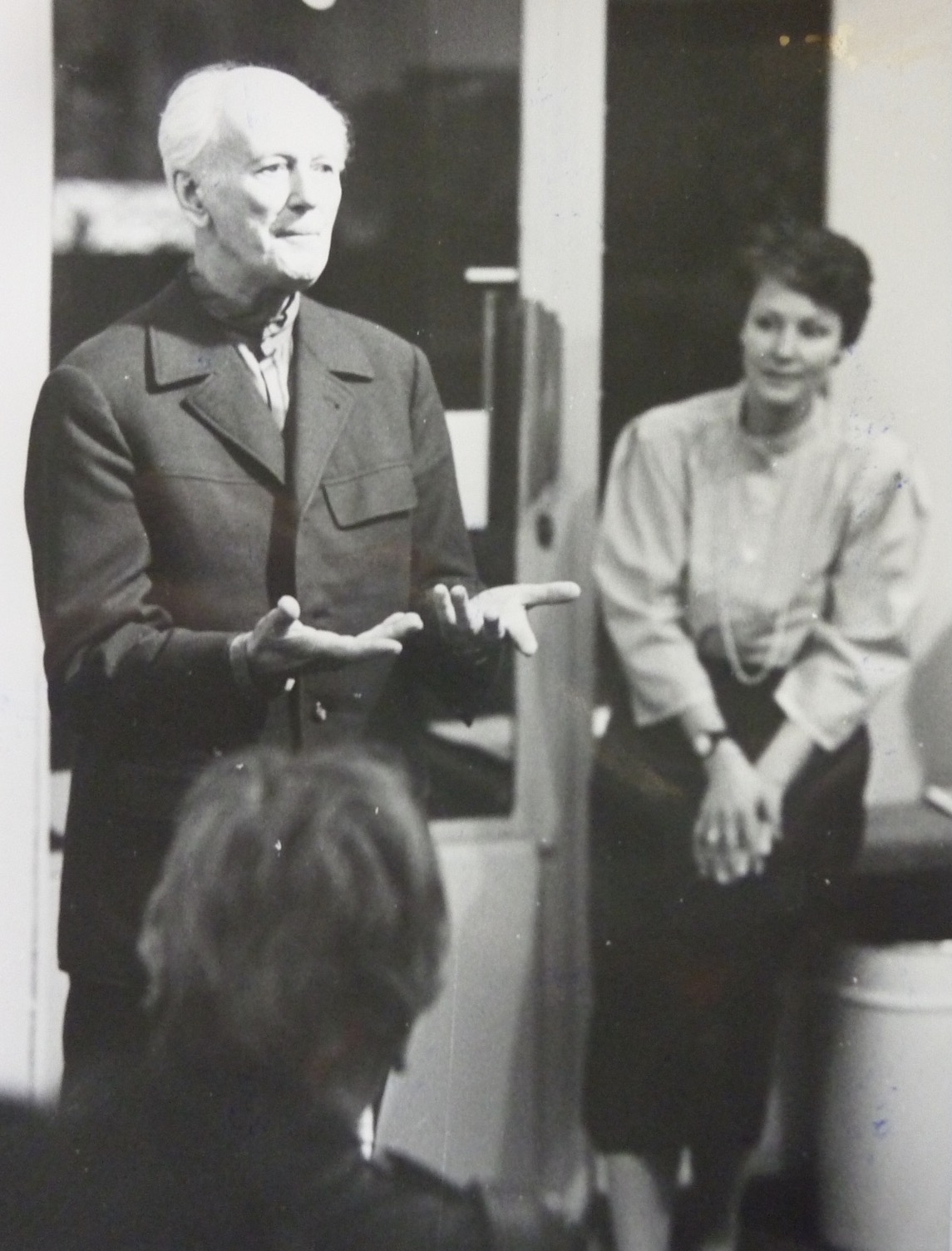
Fritz Fröhlich

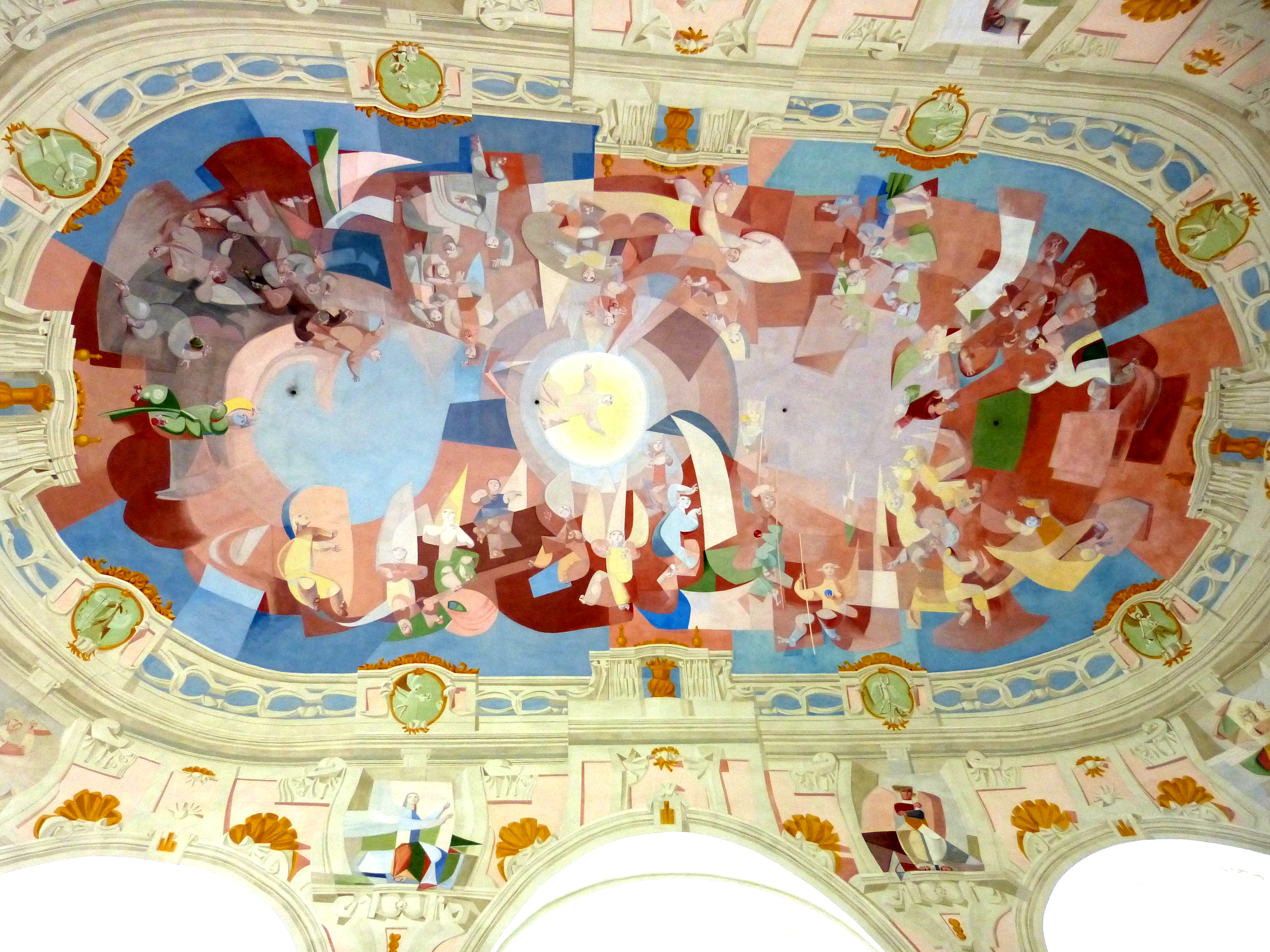
Fröhlichs Freskierung der Stiftskirche Engelszell (1956)

Fritz Fröhlich (* 13. Mai 1910 in Linz; † 19. November 2001 ebenda) war ein österreichischer Maler und Lyriker.

## Leben
Fritz Fröhlich stammte aus einer Eisenbahnerfamilie und besuchte die Volksschule am Dürnberg bei Ottensheim in Oberösterreich.
Zwischen 1929 und 1937 studierte er an der Akademie der bildenden Künste Wien bei Wilhelm Dachauer und Ferdinand Andri. 1937 beteiligte er sich an der Ausstellung „Österreichische Kunst der Gegenwart“ in der ehemaligen Südbahnhalle in Linz und begann als freischaffender Künstler zu arbeiten. Bereits 1938 wurde seine künstlerische Entwicklung durch einen Atelierbrand am Dürnberg bei Ottensheim unterbrochen. Alle Jugendarbeiten – mit Ausnahme einiger ausgelagerter Arbeiten – wurden vernichtet.
1940 wurde Fröhlich zur Wehrmacht eingezogen und rückte in die Kaserne Kagran ein. 1941 heiratete er Beatrix Weißgärber. Im Frühsommer desselben Jahres wurde er zur südosteuropäischen Front ans Schwarze Meer verlegt und floh 1945 vor der amerikanischen Kriegsgefangenschaft.
Ab 1946 begann Fritz Fröhlich mit unterschiedlichen künstlerischen Experimenten. Seine Arbeit war zunächst nachhaltig durch seine Kriegserlebnisse beeinflusst. Der Besuch der Picasso-Ausstellung in München im Jahr 1952 gab schließlich den Ausschlag für seine Hinwendung zum analytischen Kubismus unter Beibehaltung des Gegenständlichen.
Eine Spanienreise im Jahr 1961 war Anlass für Fröhlichs Auseinandersetzung mit der maurischen Kultur und mit der historischen Persönlichkeit Karls V.
Im Jahr 1979 wurde eine Wanderausstellung in der Galerie der Wiener Staatsoper, im Oberösterreichischen Kunstverein, im Landesmuseum Oldenburg, im Nassauischen Kunstverein in Wiesbaden, in der Galerie Alpirsbach und in der Landesgirokasse in Stuttgart gezeigt. Im selben Jahr, 1979, wurde der Künstler mit einer „One Man Show“ der Galerie Apfelbaum auf der Art Basel geehrt.
1983 wurde im Stift Wilhering, wo Fröhlich mit seiner Frau einen Großteil seines Lebens verbrachte, mit der Fritz-Fröhlich-Sammlung ein ihm gewidmetes Museum eröffnet.
Im Jahr 2000 zeigte das Linzer Stadtmuseum Nordico anlässlich seines 90. Geburtstags eine große Retrospektive.
Am 19. November 2001 starb Fritz Fröhlich an den Folgen eines Sturzes.

## Werke

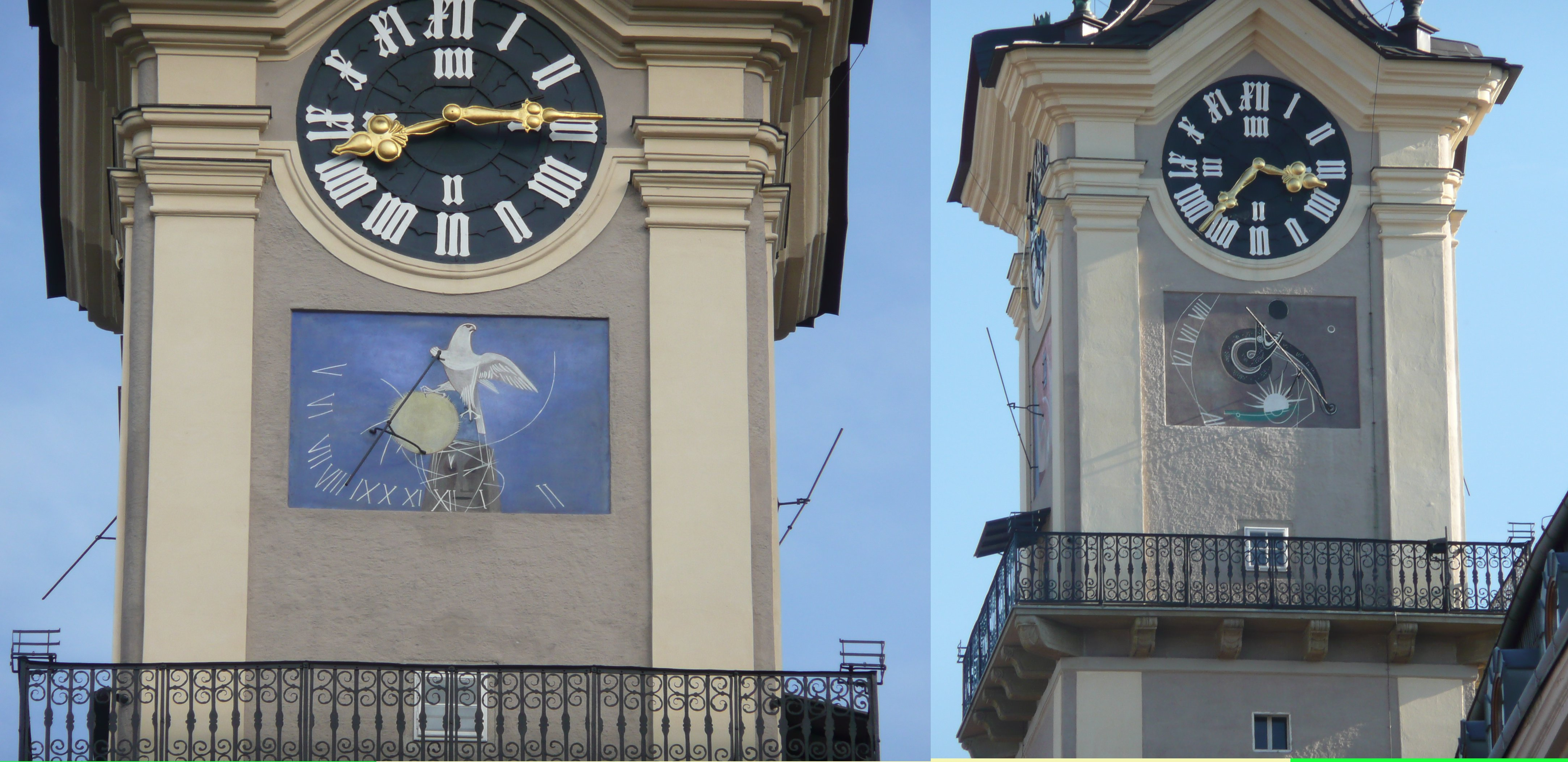
Sgraffitodarstellungen in den Feldern der Sonnenuhr des Linzer Landhausturmes von Fritz Fröhlich

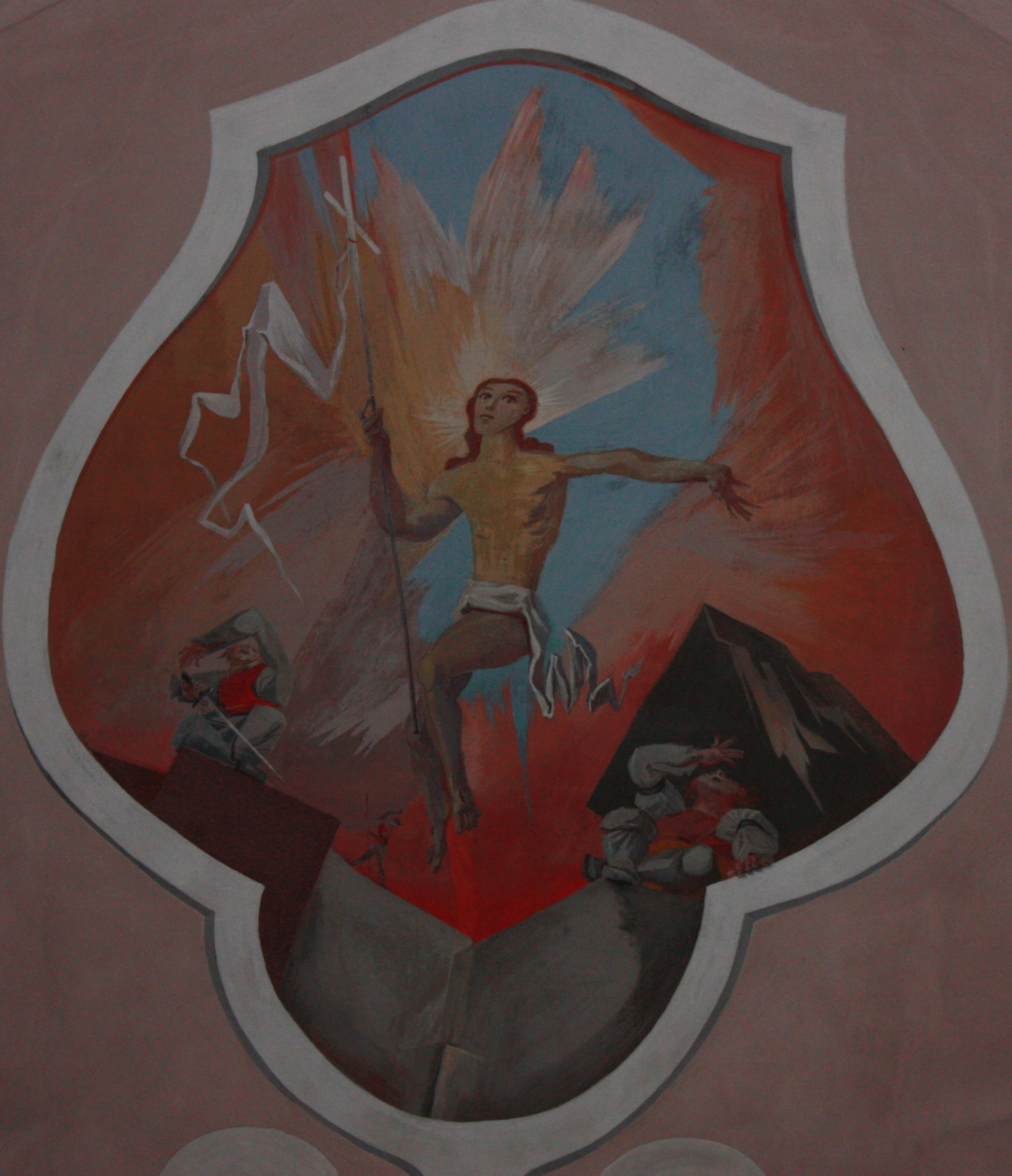
Deckenfresko Auferstehung Christi, Heiligenkreuzkirche Villach

Neben zahlreichen Bildern, Pastellarbeiten, Guckkästen und Skulpturen gehören auch Fresken zum umfangreichen Werk Fritz Fröhlichs:
- 1954: Fresken am Turm des Linzer Landhauses
- 1954: Deckenfresko im Chor der Pfarrkirche Micheldorf in Oberösterreich
- 1956: Freskierung der Langhauswölbung der Stiftskirche Engelszell: Die neun Engelchöre
- 1958: Fresko im Schauspielhaus des Landestheaters Linz: Orpheus und die Tiere
- 1960: Fresken in der Heiligenkreuzkirche Villach
- 1961: Mosaik im Kriegerdenkmal Ebelsberg
- 1965: Freskierung der von Fritz Goffitzer erbauten Linzer Synagoge: Die zwölf Stämme Israels
- 1995: Deckenfresko im Festsaal des Stiftes Wilhering: Das Narrenschiff
- Reliefbild und Deckenfresko in der Volksschule Gunskirchen

## Publikationen
- Fritz Fröhlich. Neue Galerie, Linz.
- Confessio Jeremiae. Mappenwerk, Scripta.
- Mein Weg als Maler. OÖ. Kunstverein, Linz.
- Fritz Fröhlich oder die Kunst am Lande. Nordico, Linz.
- Werkverzeichnis I. City Galerie, Linz.
- Fritz Fröhlich „Die Kunst des Lebens“, Böhlau, Wien.

## Auszeichnungen
- 1937, 1947 und 1948: Österreichischer Staatspreis
- 1958: Berufstitel Professor
- 1983: Ehrenkreuz für Wissenschaft und Kunst I. Klasse
- 1989: Alfred-Kubin-Preis des Landes Oberösterreich
- 1995: Kulturmedaille des Landes Oberösterreich
- 2000: Großes Goldenes Ehrenzeichen der Stadt Linz (erstmalige Verleihung dieser Ehrung)
- 2000: Heinrich-Gleißner-Preis für Lyrik und Prosa

## Ausstellungen
- 2023 Prevenhuberhaus, Franz Linschinger: Wer ist Fritz Fröhlich?[1]